# Letícia Villar Pais
Letícia Villar Pais (1 de fevereiro de 1993) é uma jogadora de futebol de areia brasileira.

## Biografia e carreira
Em 2017, Villar foi indicada ao prêmio de Melhor Jogadora de Futebol de Areia do Mundo. Foi medalha de bronze nos Jogos Mundiais de Praia de 2019, no Qatar, defendendo a Seleção Brasileira.
Durante a pandemia de COVID-19, a jogadora e Carla Joana, advogada, iniciaram a ação “Isolamento Solidário”, distribuindo marmitas, produtos de higiene e roupas aos mais vulneráveis.

## Principais conquistas
Jogos Mundiais de Praia
- 2019 – Medalha de bronze